# Kelevíz
Kelevíz é um município da Hungria, situado no condado de Somogy. Tem 4,91 km² de área e sua população em 2019 foi estimada em 311 habitantes.